# Ján Čaplovič (duchovní)
Ján Čaplovič (5. října 1876, Jasenová – 5. března 1925, Kovačica) byl slovenský evangelický duchovní a národní pracovník.
Od roku 1904 až do své smrti byl evangelickým farářem ve vojvodinské Kovačici; v letech 1907–1910 byl suspendován pro odpor proti zavádění bohoslužeb v maďarštině. 
Jeho syny byli bibliograf, novinář a první místopředseda exilové státní rady ČSR v Londýně Ján Čaplovič (*1904), literární historik a politik Vladimír Čaplovič (*1905), a Dušan Čaplovič (*1913) příslušník Československého pěšího praporu 11 – Východní a moderátor česko-slovenského válečného zpravodajství BBC.